# Первая лига Китая по футболу 2018
Первая лига Китая по футболу 2018 — 15-й сезон после основания Первой лиги Китая. Сезон официально назывался 58.com Первая лига Китая по футболу 2018 года из-за титульного спонсора чемпионата, компании «58.com». Сезон проходил с марта до конца октября. В розыгрыше приняло участие 16 команд.
По итогам розыгрыша серебро завоевала команда «Шэньчжэнь», а победителем стал «Ухань Чжоэр», оба клуба получили возможность со следующего сезона выступать в Суперлиге.
Выбыл из числа участников турнира «Синьцзян Тяньшань Леопард», занявший последнее, 16-е место. Кроме того, по итогам сезона был расформирован клуб «Далянь Трансенденс». Также в квалификационный раунд за право остаться в первой лиге отправился «Мэйчжоу Мэйсянь», который одержал победу в квалификации и остался в турнире.

## Изменения в составе участников

### Повышение и понижение в классе
Повышение в классе получили команды «Далянь Ифан» и «Бэйцзин Жэньхэ», занявшие первое и второе места в сезоне 2017 Первой лиги.
Эти команды заменили «Яньбянь Фуде» и «Ляонин Хувин», занявшие два последних места по итогам розыгрыша Суперлиги 2017 года. Два команды вышли из второй лиги, третьего по силе дивизиона Китая, ими стали «Хэйлунцзян Лава Спринг» и «Мэйсянь Хакка», занявшие соответственно первое и второе места в своём дивизионе. Вместо них во вторую лигу отправились «Юньнань Фэйху» и «Баодин Жунда», занявшие предпоследнее и последнее места.
Остальные двенадцать команд сохранили прописку во втором по силе дивизионе чемпионата Китая.

## Изменения названий
- «Ханчжоу Гринтаун» в январе 2018 года сменил название на «Чжэцзян Гринтаун».[2]

## Сведения о командах

### Основная информация
| Клуб                             | Главный тренер         | Город                    | Стадион | Вместимость          | Место в сезоне 2013   |
| -------------------------------- | ---------------------- | ------------------------ | --- | -------------------- | --------------------- |
| Яньбянь Фуде ↓Суперлига          | Чжао Чжунхэ (и. о.)    | Яньбянь                  | Яньбяньский национальный центр спорта и здоровья                                                                                         | 30,000               | Суперлига, 15-е       |
| Ляонин Хувин ↓Суперлига          | Чэнь Ян                | Шэньян                   | Городской стадион Теси | 30,000               | Суперлига, 16-е       |
| Шицзячжуан Эвер Брайт            | Ясен Петров            | Шицзячжуан / Циньхуандао | Международный спортивный центр Юйтун Олимпийский спортивный центр провинции Хэбэй Стадион Олимпийского спорткомплекса города Циньхуандао | 29,000 60,000 33,572 | 2017, 3-е             |
| Циндао Хайню                     | Хорди Винялс           | Циндао                   | Ичжун | 45,000               | 2017, 4-е             |
| Ухань Чжоэр                      | Ли Те                  | Ухань                    | Стадион Университета экономики и права Чжуннань Спортивный центр Синьхуа Роуд                                                            | 30,000 22,140        | 2017, 5-е             |
| Шэньчжэнь                        | Хуан Рамон Лопес Каро  | Шэньчжэнь                | Стадион Шэньчжэня | 32,500               | 2017, 6-е             |
| Шанхай Шэньсинь                  | Чжу Цзюн               | Шанхай                   | Спортивный центр Цзиньшань | 30,000               | 2017, 7-е             |
| Бэйцзин Энтерпрайзес             | Гао Хунбо              | Пекин                    | Стадион Олимпийского спорткомплекса | 36,228               | 2017, 8-е             |
| Чжэцзян Гринтаун                 | Серхи Бархуан          | Ханчжоу                  | Спортивный центр Жёлтого Дракона | 52,672               | 2017, 9-е             |
| Нэй Мэнгу Чжунъю                 | Ван Бо                 | Хух-Хото                 | Стадион города Хух-Хото | 60,000               | 2017, 10-е            |
| Синьцзян Тяньшань Леопард        | Ли Цзюнь               | Урумчи                   | Стадион Хуншань | 10,000               | 2017, 11-е            |
| Мэйчжоу Хакка                    | Ли Вэйцзюнь (и. о.)    | Мэйчжоу                  | Уездный стадион Ухуа | 15,000               | 2017, 12-е            |
| Чжэцзян Итэн                     | Ху Чжаоцзюнь (и. о.)   | Шаосин                   | Спортивный центр текстильного города Шаосин                                                                                              | 40,000               | 2017, 13-е            |
| Далянь Чаоюэ                     | Джелалудин Мухаремович | Далянь                   | Цзиньчжоу | 30,776               | 2017, 14-е            |
| Хэйлунцзян Лава Спринг ↑2-я лига | Дуань Синь             | Харбин                   | Харбинский международный выставочный и спортивный центр                                                                                  | 50,000               | Вторая лига 2017, 1-е |
| Мэйчжоу Мэйсянь ↑2-я лига        | Фу Бо                  | Мэйчжоу                  | Стадион имени Цзэна Сяньцзы | 20,221               | Вторая лига 2017, 2-е |

## Турнирная таблица
| М  | Команда                   | И  | В  | Н  | П  | Мячи    | ±   | О  | Примечания              |
| -- | ------------------------- | -- | -- | -- | -- | ------- | --- | -- | ----------------------- |
| 1  | Ухань Чжоэр               | 30 | 18 | 9  | 3  | 60 − 25 | +35 | 63 | Выход в Суперлигу Китая |
| 2  | Шэньчжэнь                 | 30 | 15 | 8  | 7  | 57 − 34 | +23 | 53 | Выход в Суперлигу Китая |
| 3  | Чжэцзян Гринтаун          | 30 | 14 | 9  | 7  | 53 − 38 | +15 | 51 |                         |
| 4  | Циндао Хайню              | 30 | 13 | 10 | 7  | 63 − 44 | +19 | 49 |                         |
| 5  | Бэйцзин Энтерпрайзес      | 30 | 12 | 11 | 7  | 43 − 34 | +9  | 47 |                         |
| 6  | Шицзячжуан Эвер Брайт     | 30 | 12 | 9  | 9  | 43 − 38 | +5  | 45 |                         |
| 7  | Хэйлунцзян Лава Спринг    | 30 | 10 | 11 | 9  | 37 − 33 | +4  | 41 |                         |
| 8  | Ляонин Хувин              | 30 | 11 | 8  | 11 | 35 − 44 | −9  | 41 |                         |
| 9  | Мэйчжоу Хакка             | 30 | 11 | 7  | 12 | 40 − 43 | −3  | 40 |                         |
| 10 | Яньбянь Фудэ              | 30 | 11 | 5  | 14 | 34 − 36 | −2  | 38 |                         |
| 11 | Шанхай Шэньсинь           | 30 | 11 | 4  | 15 | 37 − 45 | −8  | 37 |                         |
| 12 | Чжэцзян Итэн              | 30 | 10 | 7  | 13 | 43 − 53 | −10 | 37 |                         |
| 13 | Нэй Мэнгу Чжунъю          | 30 | 10 | 4  | 16 | 36 − 54 | −18 | 34 |                         |
| 14 | Мэйчжоу Мэйсянь           | 30 | 8  | 10 | 12 | 41 − 44 | −3  | 34 |                         |
| 15 | Далянь Трансенденс        | 30 | 7  | 7  | 16 | 28 − 48 | −20 | 28 | Вылет в третий дивизион |
| 16 | Синьцзян Тяньшань Леопард | 30 | 3  | 9  | 18 | 24 − 61 | −37 | 18 | Вылет в третий дивизион |

И — игры, В — выигрыши, Н — ничьи, П — проигрыши, Мячи — забитые и пропущенные голы, ± — разница голов, О — очки

В случае равенства набранных очков вступают в силу следующие критерии:
1) Очки;
2) Очки, набранные в очных встречах;
3) Разница забитых и пропущенных в очных встречах;
4) Количество забитых мячей в очных встречах;
5) Резервные очки от Лиги;
6) Разница мячей;
7) Забитые мячи;
6) Дисциплинарные очки (1 очко за каждую жёлтую карточку, 3 очка за красную);
7) Ничьи.

## Лучшие бомбардиры
| № | Игрок           | Клуб             | Голы |
| - | --------------- | ---------------- | ---- |
| 1 | Джон Мэри       | Мэйчжоу Хакка    | 24   |
| 2 | Арольд Пресиадо | Шэньчжэнь        | 23   |
| 3 | Рафаэл Силва    | Ухань Чжоэр      | 22   |
| 4 | Андре Сенгор    | Нэй Мэнгу Чжунъю | 20   |
| 5 | Дино Ндлову     | Чжэцзян Гринтаун | 19   |
| 6 | Франк Охандза   | Шэньчжэнь        | 18   |